# Le « Dissoutou »
Le « Dissoutou » est une histoire en bande dessinée, écrite par Keno Don Rosa, publiée en mars 1995. Elle met en scène les personnages de Balthazar Picsou, de Donald Duck, de ses neveux Riri, Fifi et Loulou, de l'inventeur Géo Trouvetou, de son assistant Filament et aussi de Gus Glouton (brève apparition à la fin).

## Histoire
Balthazar Picsou demande à Géo Trouvetou de lui créer « une substance qui va révolutionner l'industrie minière ». Celui-ci crée le Dissolvant Universel (ou Dissoutou), qui comme son nom l'indique dissout tout ce qui existe (à l'exception du diamant).
Picsou organise une conférence de presse pour présenter son produit, durant laquelle, pour montrer que son produit peut creuser un puits de mine en un instant, il verse le Dissoutou sur le sol, ce qui crée un trou.
Cela pose un problème. Le Dissoutou, une fois arrivé au centre de la Terre, va dissoudre le noyau solide, ce qui va déclencher de nombreux cataclysmes.
Picsou, Donald, et les trois neveux vont donc tout tenter pour le récupérer.

## Fiche Technique
- Histoire n°D 94066
- Éditeur: Egmont.
- Titre de la première parution : The Universal Solvent[1]
- Titre français : Le Dissoutou
- 24 planches
- Auteur et dessinateur : Keno Don Rosa
- Première publication : mars 1995

## Humour
En première page, Filament est assommé par une pièce de 5 Cents envoyée par Picsou, qui lui donne un « pourboire ». Peu après celui-ci dit à Géo : « Tes recherches me coûtent une fortune ! J'ai donné 5 centimes au portier ! ». C'est une énième preuve de l'avarice de Picsou.
Dans les divers matériaux les plus résistants utilisés par Géo, pour tester le Dissoutou, il y a en dernier les contrats Disney.
La famille Duck, en remontant du centre de la Terre, croise les « Cracs Badaboums », drôles de créatures, qui s'amusent à se rouler en boule. C'est une référence à 'histoire de Carl Barks Rencontre avec les Cracs-Badaboums. Aussi en arrivant près de la surface, ils voient une pancarte « SORTIE ».
Les Diamants remontés du centre de la Terre, pèsent extrêmement lourd (le plus petit pèse 400 kg).
Il y a un clin d'œil coquin sur la première image de la planche 21 : on aperçoit une femme nue allongée sur le ventre en train de prendre le soleil ainsi qu'une personne qui joue le voyeur.